# A merced
«A merced» es una canción compuesta por Gustavo Cerati para su primer álbum de estudio solista titulado Amor amarillo. Esta canción nunca la había interpretado en sus conciertos, pero en la Gira Fuerza natural fue incluida en el lista de canciones junto con otras del mismo álbum de estudio. Está gira musical se convertiría en la última de su carrera antes de caer en coma en 2010 y posterior muerte en 2014.

## Información
| «Ey ey ey a merced mi amor es real me vuelvo a quedar a merced» Extracto de «A merced» |

Es una canción de amor escrita para Cecilia Amenábar. Las frases "te escucho soñar" y "casi quiero que te despiertes" pueden referirse a que Gustavo compuso la canción (como todo el disco) en el living de su casa en Providencia, por las noches mientras Cecilia dormía.
Es la canción que cierra el álbum (en el segunda edición). Está cantando por Gustavo y en la segunda parte de la canción los coros están hechos por Cecilia mientras que Gustavo recita los versos de la canción «Amor amarillo» y termina repitiendo la frase "Te amo".

## Versiones
- La única versión en vivo (hasta 2009) la había hecho en un acústico para la radio FM 100 el 14 de abril de 1994, que también fue transmitido por Much Music con Zeta Bosio en el bajo, en lo que sería la única presentación oficial del álbum de estudio.
- En la versión en vivo de la Gira Fuerza natural la canción se dividía en dos partes (igual que la original), la primera cantada por Gustavo con guitarra acústica, y la segunda con guitarra eléctrica y Anita Álvarez de Toledo en coros.
- En 2014 Cecilia Amenábar realiza una versión (acompañada por Jorge González y Gonzalo Yáñez) para el álbum tributo a Gustavo llamado Te veré volver hecho por artistas chilenos.[2]
- En agosto de 2001 es parte del álbum en vivo 11 episodios sinfónicos.

## Músicos
- Gustavo Cerati: Voz y guitarras.
- Cecilia Amenábar: Bajo y coros.